# ZNF83
ZNF83‏ (Alternative protein ZNF83) هوَ بروتين يُشَفر بواسطة جين ZNF83 في الإنسان.